# Monument aux morts de Saint-Gaudens
Le monument aux morts de Saint-Gaudens (Haute-Garonne, France) est consacré aux soldats de la commune morts lors des conflits du XXe siècle.

## Caractéristiques
Le monument est érigé légèrement au sud du centre-ville de Saint-Gaudens, en contrebas de l'escalier qui conduit celui-ci à l'esplanade de la Libération, un espace dégagé surplombant la plaine conduisant à la Garonne.
Le monument est constitué d'une statue de poilu en bronze, en uniforme et en marche, reposant sur un piédestal en pierre. Devant ce dernier, une deuxième statue de bronze représente une femme détachant d'un arbre un autre poilu, mort.
Les noms des soldats de la commune morts au combat au XXe siècle sont gravés sur des plaques de bronze à l'arrière du monument,.

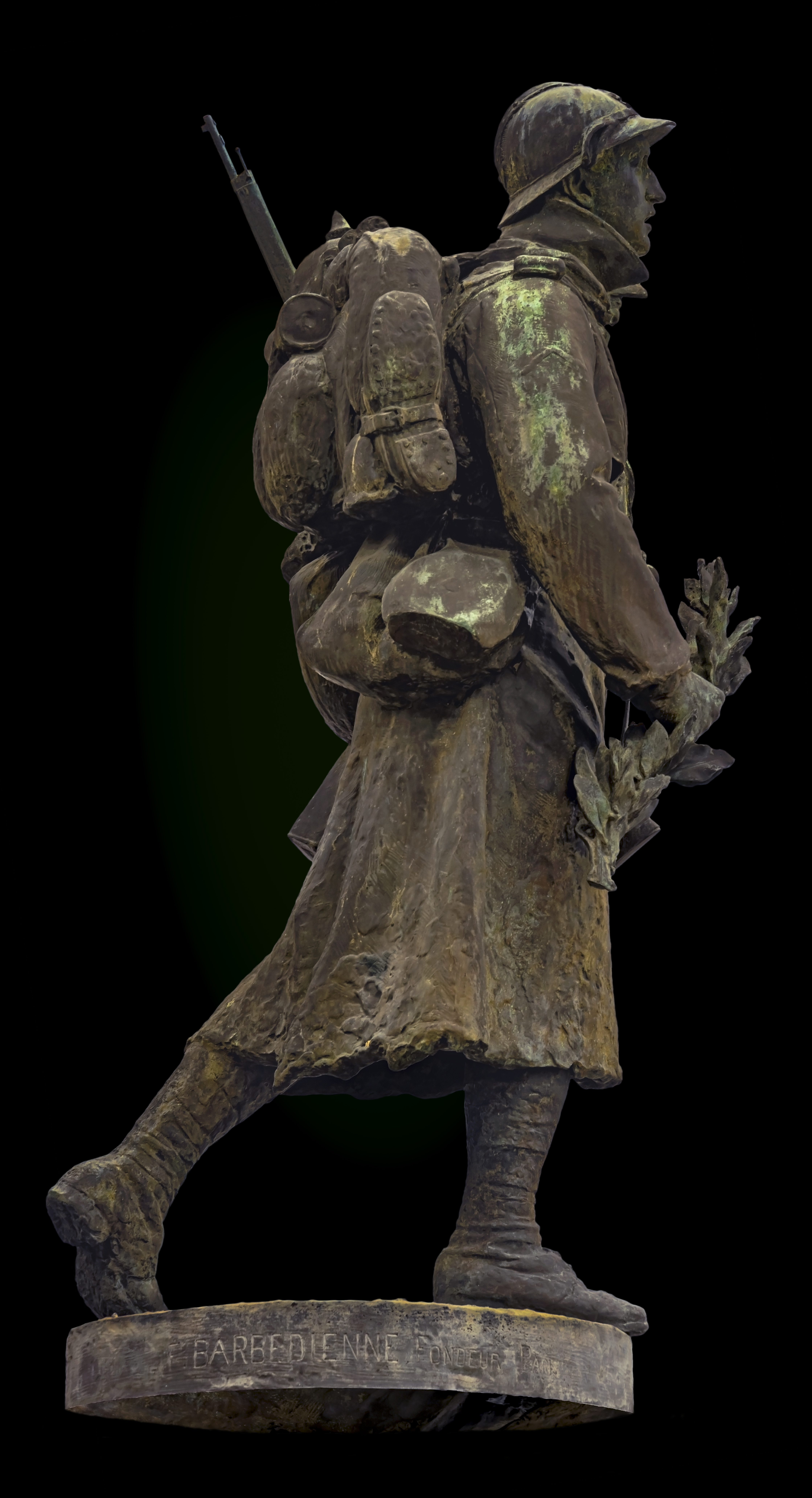
Le poilu côté droit
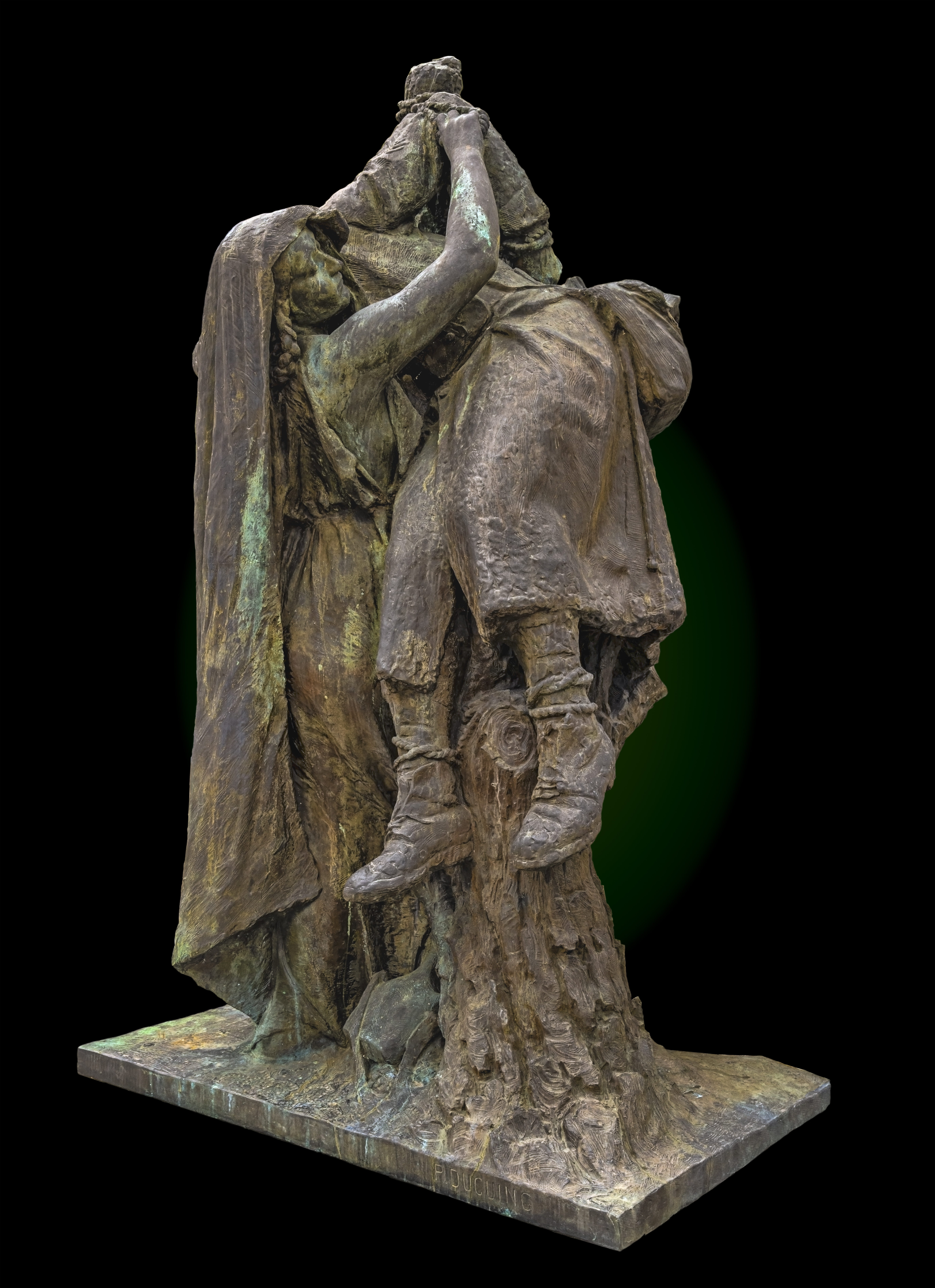
La mère éplorée groupe au  pied du Poilu
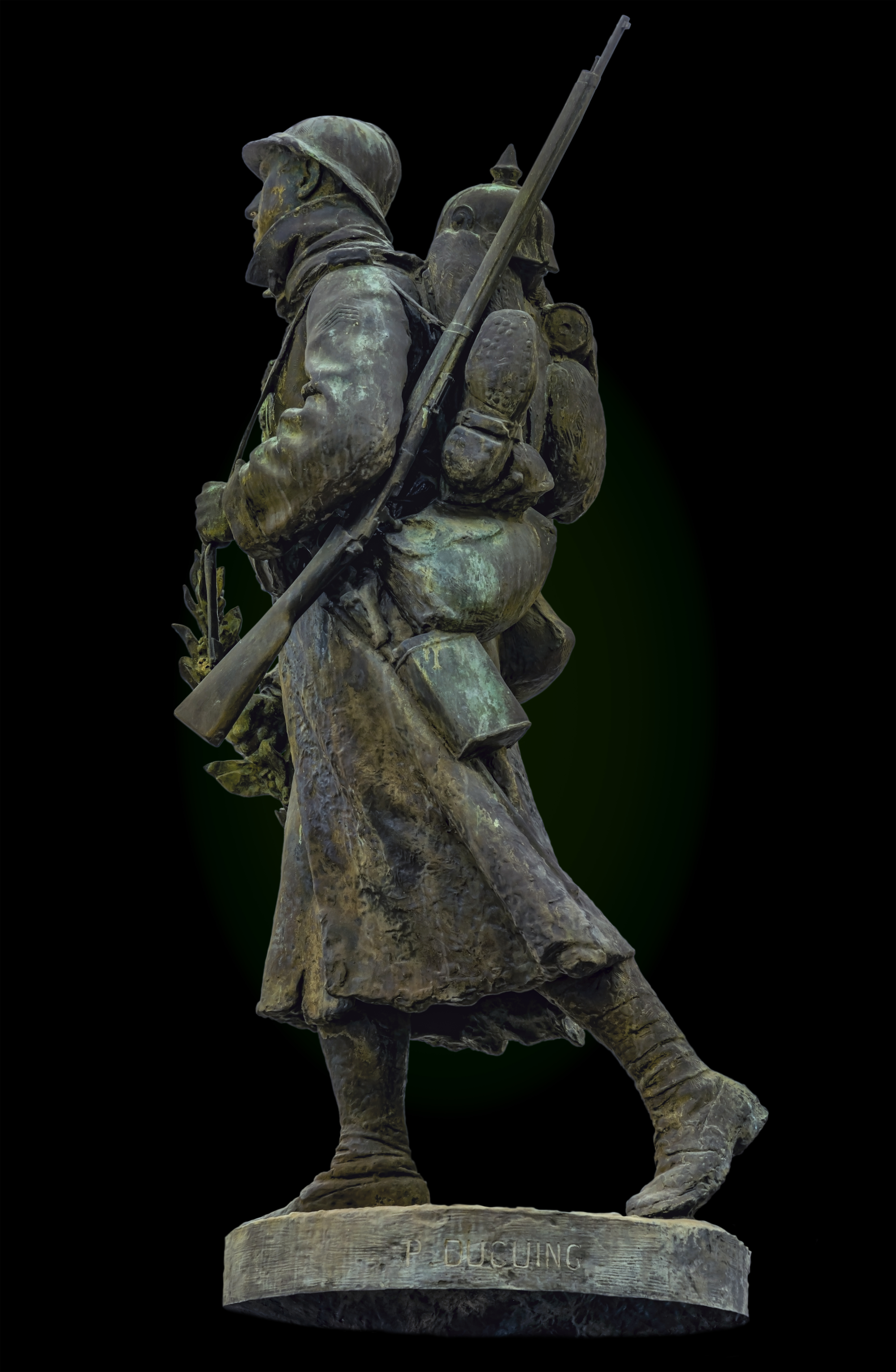
Le poilu côté gauche

Non loin du monument aux morts, au centre de l'esplanade de la Libération, s'élève le monument des trois Maréchaux qui commémore Ferdinand Foch, Joseph Joffre et Joseph Gallieni.

## Histoire
Le monument est l'œuvre du sculpteur Paul Ducuing ; il est réalisé par le fondeur Barbedienne.
Le monument aux morts est inscrit au titre des monuments historiques le 18 octobre 2018. Il fait partie d'un ensemble de 42 monuments aux morts de la région Occitanie protégés à cette date pour leur valeur architecturale, artistique ou historique.